# Полет 1016 на „Ю Ес Еър“
Полет 1016 на „Ю ЕС Еър“ е редовен полет в югоизточната част на Съединени американски щати от летище „Колумбия Метрополитън“, Колумбия, Южна Каролина, до летище „Шарлът/Дъглас“, Шарлът, Северна Каролина, управляван от „Ю ЕС Еър“. На 2 юли 1994 г. самолетът „Макдонал Дъглас DC-9-31“, който изпълнява полета, попада на силни гръмотевични бури и „срязване“ от вятъра, докато се опитва да кацне, и се разбива в дървета и частна резиденция близо до летището. Катастрофата и пожарът, който последва, причиняват смъртта на 37 души на борда и сериозно раняват други 20.
Националният съвет по безопасност на транспорта изпраща екип за разследване, който изважда полетното записващо устройство от останките на самолета. След продължително разследване властите заключават, че микроизбухване, създадено от гръмотевичната буря над летището по време на катастрофата, е вероятната причина за инцидента. Екипажът също допринася за катастрофата, защото продължава захода към зоната, където има вероятност от микроизбухване, и не разпознава бързо опасността. Липсата на навременна информация за времето от контрола на въздушното движение е част от причината.
Катастрофата на самолета при полет 1016 се обсъжда в епизод от телевизионен сериал „Разследване на самолетни катастрофи“ (Въздушни бедствия в САЩ), „Състезание с бурята“ (сезон 1, епизод 2), за полет 1420 на „Американ Еърлайнс“, където летателният апарат също се разбива при кацане в лошо време. Инцидентът по-късно е показан в същия сериал „Уловен в буря в небето“ (сезон 17, епизод 6). Полет 1016 също е обект на епизод от „Необяснимото“, поредица на „Биографи Ченъл“.